# Stade Olympique de la Pontaise
Stade Olympique de la Pontaise – stadion znajdujący się w mieście Lozanna w Szwajcarii. Pojemność stadionu wynosi 15 786 widzów.
Na tym obiekcie rozegrano pięć meczów Mistrzostw Świata w Piłce Nożnej 1954.
Do czasu otwarcia pod koniec 2020 roku nowego Stade de la Tuilière, swoje mecze rozgrywał na nim zespół Lausanne Sports.
Od 1986 roku odbywa się tutaj coroczny lekkoatletyczny mityng Athletissima (wcześniej był on rozgrywany na Stade Pierre de Coubertin).